# Ryan Zeze
Ryan Zeze (Louviers, 29 de enero de 1998) es un deportista francés que compite en atletismo, especialista en las carreras de relevos. Su hermano Méba-Mickaël compite en el mismo deporte.
En los Juegos Europeos de Cracovia 2023 consiguió dos medallas, oro en 200 m y bronce en 4 × 100 m. Ganó una medalla de plata en el Campeonato Europeo de Atletismo de 2022, en la prueba de 4 × 100 m.

## Palmarés internacional
| Juegos Europeos    | Juegos Europeos   | Juegos Europeos   | Juegos Europeos |
| Año                | Lugar             | Medalla           | Prueba          |
| ------------------ | ----------------- | ----------------- | --------------- |
| 2023               | Chorzów (Polonia) | Medalla de oro    | 200 m           |
| 2023               | Chorzów (Polonia) | Medalla de bronce | 4 × 100 m       |
| Campeonato Europeo |                   |                   |                 |
| Año                | Lugar             | Medalla           | Prueba          |
| 2022               | Múnich (Alemania) | Medalla de plata  | 4 × 100 m       |